# 7771 Tvären
7771 Tvären är en asteroid i huvudbältet som upptäcktes den 2 mars 1992 i samband med det svenska projektet UESAC. Den fick den preliminära beteckningen 1992 EZ9 och namngavs senare efter fjärden Tvären vid Södermanlands kust, som anses att uppstått genom ett meteoritnedslag.
Tvärens senaste periheliepassage skedde den 27 februari 2019. [Uppdatering behövs]